# Postplatyptilia drechseli
Postplatyptilia drechseli là một loài bướm đêm thuộc họ Pterophoridae. Nó được tìm thấy ở Paraguay.
Sải cánh dài khoảng 15 mm. Con trưởng thành bay vào tháng 10.